# Mahaela
ٴ
Mahaela is een plaats en gemeente in Madagaskar gelegen in het district Mananjary van de regio Vatovavy-Fitovinany. Er woonden bij de volkstelling in 2001 ongeveer 23.000 mensen.
In de plaats is basisonderwijs en voortgezet onderwijs voor jonge kinderen beschikbaar. 95% van de bevolking is landbouwer. Het belangrijkste gewas is rijst, maar er wordt ook suikerriet, kokosnoten en cassave verbouwd. 1% van de bevolking is werkzaam in de dienstensector en de overige 4% van de bevolking voorziet in zijn levensbehoefte via de visserij.